# إفران (تمنآيت)
إفران هو دُوَّار يقع بجماعة أكودي نالخير، إقليم أزيلال، جهة بني ملال خنيفرة في المملكة المغربية. ينتمي الدوّار لمشيخة تمنآيت التي تضم 3 دواوير. يقدر عدد سكانه بـ 729 نسمة حسب الإحصاء الرسمي للسكان والسكنى لسنة 2004.

## روابط خارجية
- البوابة الوطنية للجماعات الترابية
- المندوبية السامية للتخطيط